# Antartica, prisonniers du froid
Pour l’article homonyme, voir Antarctica.
Pour plus de détails, voir Fiche technique et Distribution.
Antartica, prisonniers du froid ou Huit en dessous au Canada (Eight Below) est un film américain réalisé par Frank Marshall et sorti en 2006. Distribué par Walt Disney Pictures, le film est un remake pour enfants, sensiblement déformé, du film Antarctica (Nankyoku Monogatari) de 1983, où des chiens sont abandonnés lors d'une mission en Antarctique.

## Synopsis
Trois membres d'une expédition scientifique, Jerry Shepard, son meilleur ami Cooper et un géologue américain déterminé, sont forcés de laisser derrière eux leur chère meute de chiens de traîneaux en raison d'un accident soudain et de conditions climatiques instables au cœur de l'Antarctique. Durant le rude hiver, les huit chiens doivent lutter pour leur survie, seuls dans les vastes étendues de glace pour plus de six mois.
Les huit chiens ont pour nom, en tête du traîneau (les leaders) : Maya (la seule femelle du groupe) et Jack (il a 10 ans et n'est pas loin de la retraite) ; en deuxième ligne du traîneau (les swing dogs) : Shorty (tout blanc) et Max (le plus jeune, novice mais prometteur) ; en troisième ligne du traîneau (les team dogs) : Dewey (a une cicatrice au-dessus de l’œil gauche) et son jumeau Truman (qui a fait la cicatrice à Dewey) ; en quatrième et dernière ligne du traîneau (les wheel dogs) : Buck ("tout en muscles et sans cervelle") et Shadow (gris), tous deux sont des Malamutes.

## Fiche technique
- Titre original : Eight Below
- Réalisation : Frank Marshall
- Genre : aventures, survie
- Dates de sortie : 
  - États-Unis : 17 février 2006
  - France : 26 avril 2006

## Distribution
- Paul Walker (VF : Guillaume Lebon[2] et VQ : François Godin) : Jerry Shepard
- Bruce Greenwood (VF : Bernard Lanneau et VQ : Mario Desmarais) : Davis McClaren
- Moon Bloodgood (VF : Julie Dumas et VQ : Nadia Paradis) : Katie
- Wendy Crewson (VQ : Julie Saint-Pierre) : Eve McClaren
- Gerard Plunkett (VF : Jean-François Aupied et VQ : Jacques Lavallée) : Dr Andy Harrison
- August Schellenberg (VF : Paul Borne et VQ : Guy Nadon) : Mindo
- Jason Biggs (VF : Cédric Dumond et VQ : Patrice Dubois) : Charlie Cooper
- Belinda Metz (en) (VF : Sophie Gormezzano et VQ : Élise Bertrand) : Dr Rosemary Paris
- Connor Christopher Levins (VF : Bradley Foubert) : Eric McClaren
- Duncan Fraser (VF : Jacques Feyel et VQ : Hubert Gagnon) : le capitaine Lovett
- Dan Ziskie : le commandant de la Navy
- Michael David Simms : Armin Butler
- Daniel Bacon et Laara Sadig : des bureaucrates
- Malcolm Stewart : Charles Buffett
- Dexter Bell : un employé
- Garry Chalk : le capitaine du bateau
- Brenda Campbell : la serveuse
- Michael Adamthwaite : le capitaine du Wharf
- Buddy Cain : un membre de l'équipage
- Damon Johnson : Jamison
- Richard Sali : Frank
- Panou : Howard